# Ferrovia elettrica Jōshin
La Ferrovia elettrica Jōshin (上信電鉄?, Jōshin Dentetsu) è una compagnia ferroviaria giapponese con sede nella città di Takasaki, nella prefettura di Gunma, dove gestisce la linea Jōshin. Oltre all'attività ferroviaria, l'azienda si occupa anche del trasporto di posta nelle prefetture di Gunma e Saitama. In passato gestiva anche autobus di linea principalmente nella città di Takasaki, ma il 1° aprile 2022 l'attività è stata trasferita alla società affiliata Jōshin Kanko Bus.

## Storia
L'azienda è stata fondata il 27 dicembre 1895 con il nome Ferrovia di Ueno (上野鉄道?, Ueno Tetsudō). Nel corso del 1897 aprì in tre fasi la linea Jōshin, che inizialmente era una ferrovia leggera a vapore con uno scartamento di 762 mm. In vista dell'elettrificazione pianificata, la compagnia si ribattezzò Ferrovia elettrica Jōshin (上信電気鉄道?, Jōshin Denki Tetsudō) il 25 agosto 1921. Nel 1924 fu convertita nell'odierna linea elettrica con scartamento 1067 mm. In relazione all'elettrificazione, nello stesso anno la compagnia ferroviaria entrò nel settore della produzione di elettricità rilevando una centrale elettrica locale e iniziando a vendere l'elettricità alla Tokyo Electric Light Company (predecessore di TEPCO). Di conseguenza, furono aggiunte altre due piccole centrali elettriche. Per ordine del governo, l'attività elettrica dovette essere venduta nel 1942.
Dal 1929 la compagnia gestiva le proprie linee di autobus. Nel 1936 si aggiunse il trasporto in autobus, nel 1940 il trasporto postale e nel 1949 il settore immobiliare. L'11 maggio 1964, la compagnia ferroviaria abbrevia il suo nome nella sua forma attuale, Jōshin Dentetsu. Il servizio di autobus, che per lungo tempo comprendeva l'operazione di autobus urbani di Takasaki, è stato esternalizzato alla controllata Jōshin Kankō Bus nel 2022.

## Linee ferroviarie
- Linea Jōshin (上信線?): Takasaki - Shimonita (33,7 km, 21 stazioni)

## Materiale rotabile
Attualmente (2024) la società dispone di 23 autotreni, 3 locomotive e 3 vagoni merci:
- Serie 250: 2 vetture, introdotte nel 1981
- Serie 500: 4 vetture, rilevate da Seibu nel 1979
- Serie 700: 5 vetture, rilevate da JR East nel 2018
- Serie 1000: 3 vetture, introdotte nel 1976
- Serie 6000: 2 vetture, introdotte nel 1981
- Serie 7000: 2 vetture, introdotte nel 2013

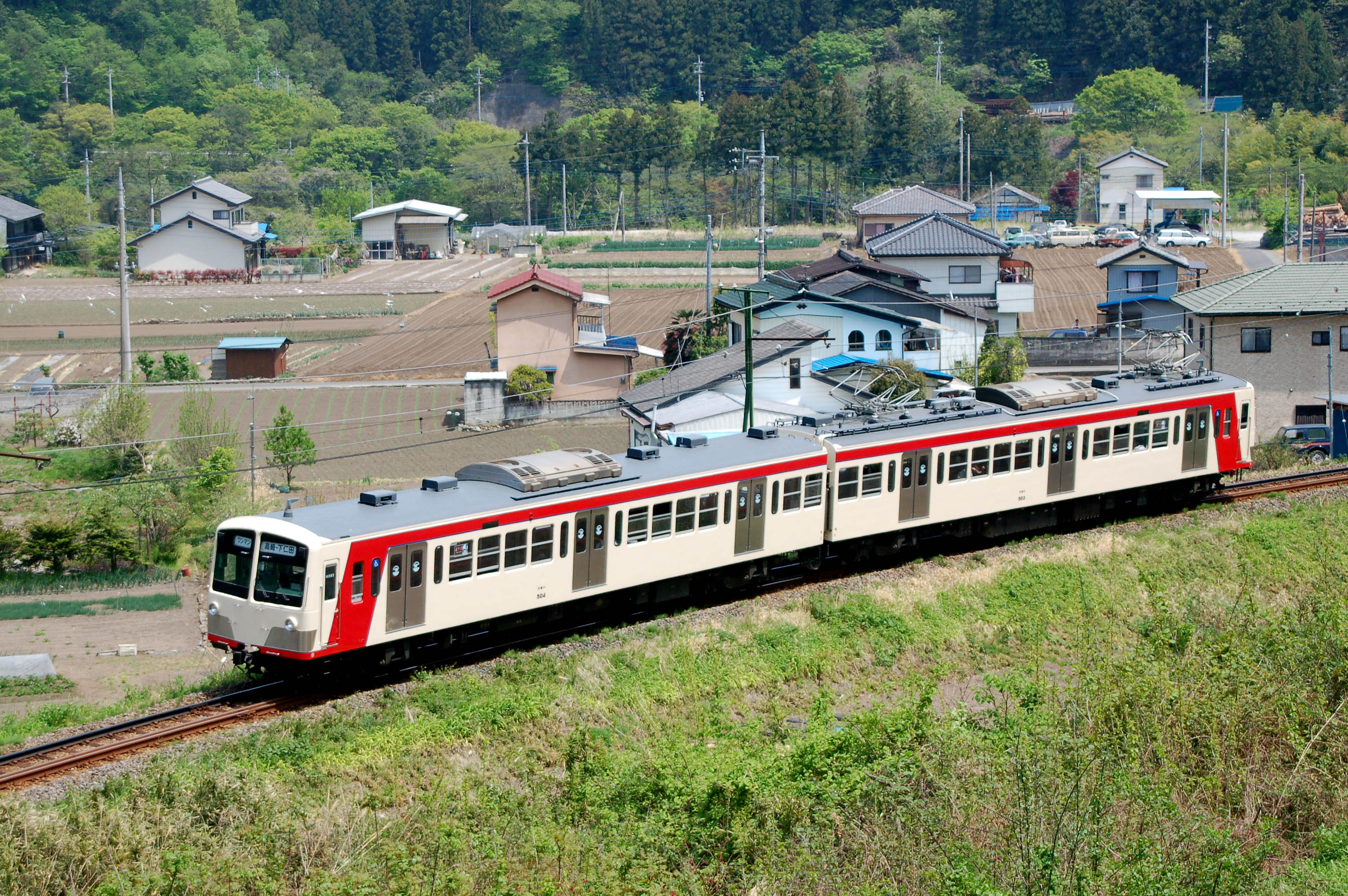
Serie 500 (rosso)
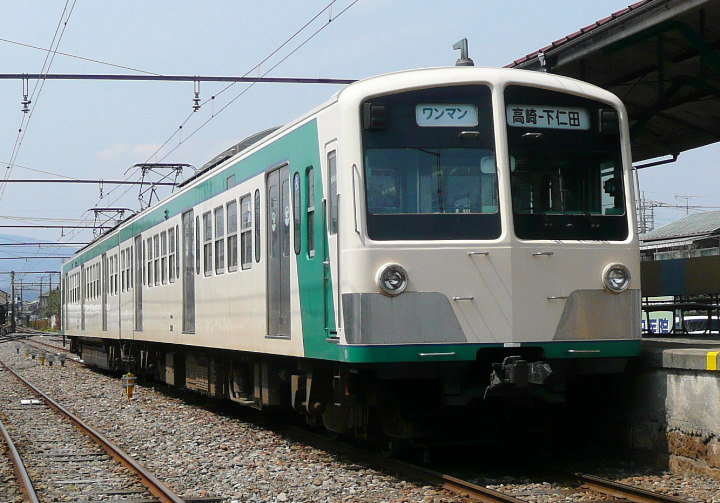
Serie 500 (verde)
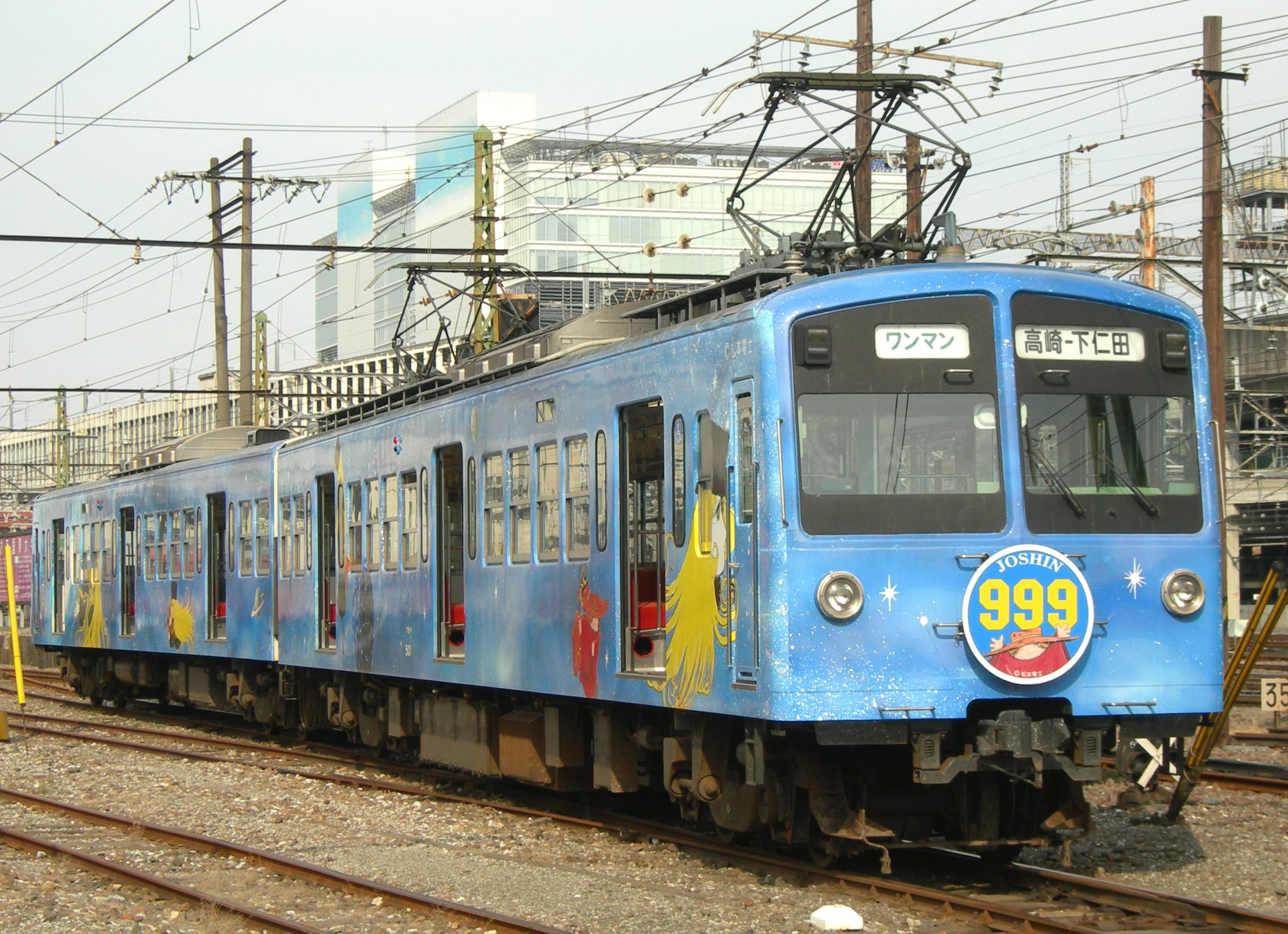
Serie 500 (Galaxy Express n. 999)
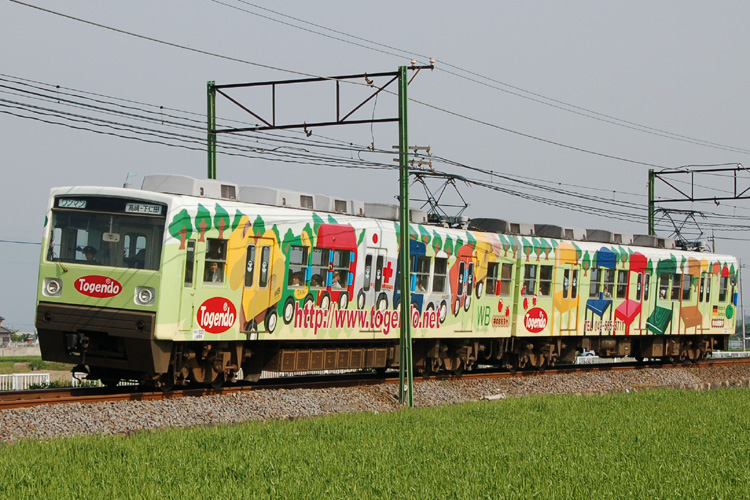
Serie 1000
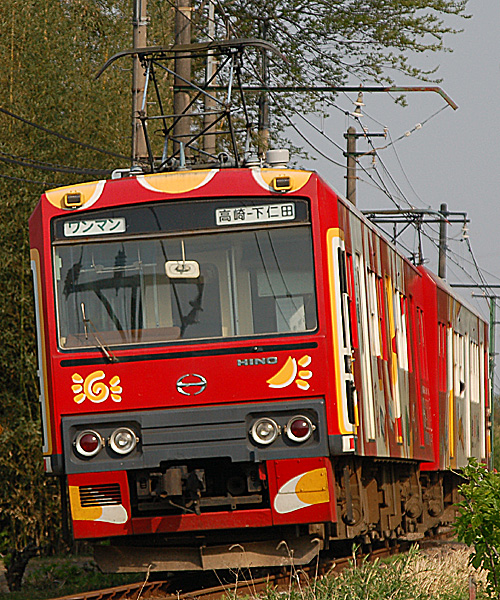
Serie 6000
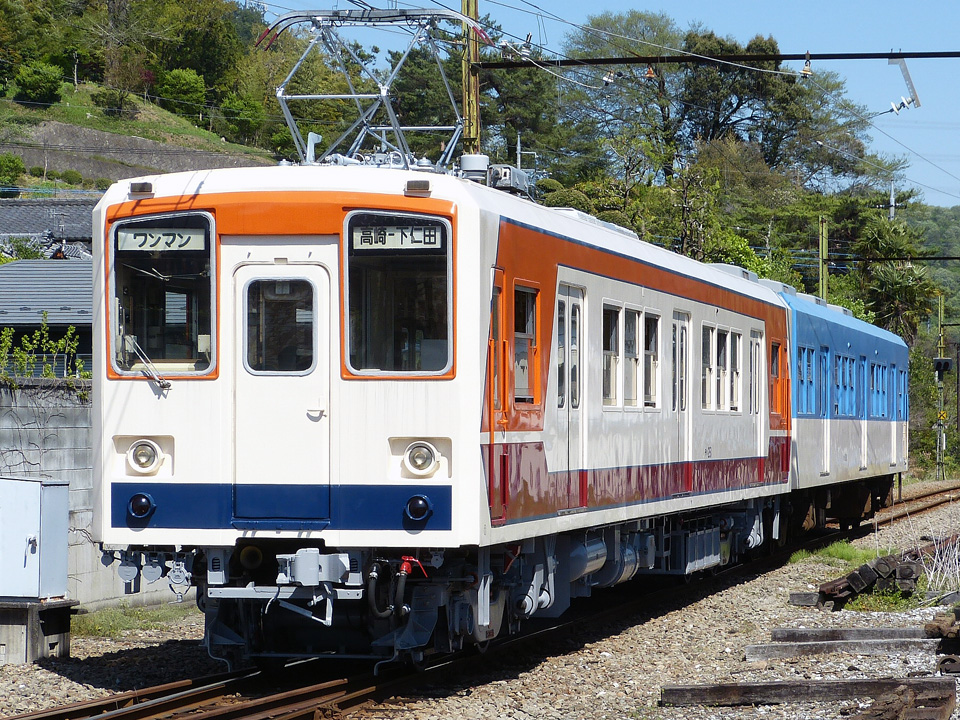
Serie 250
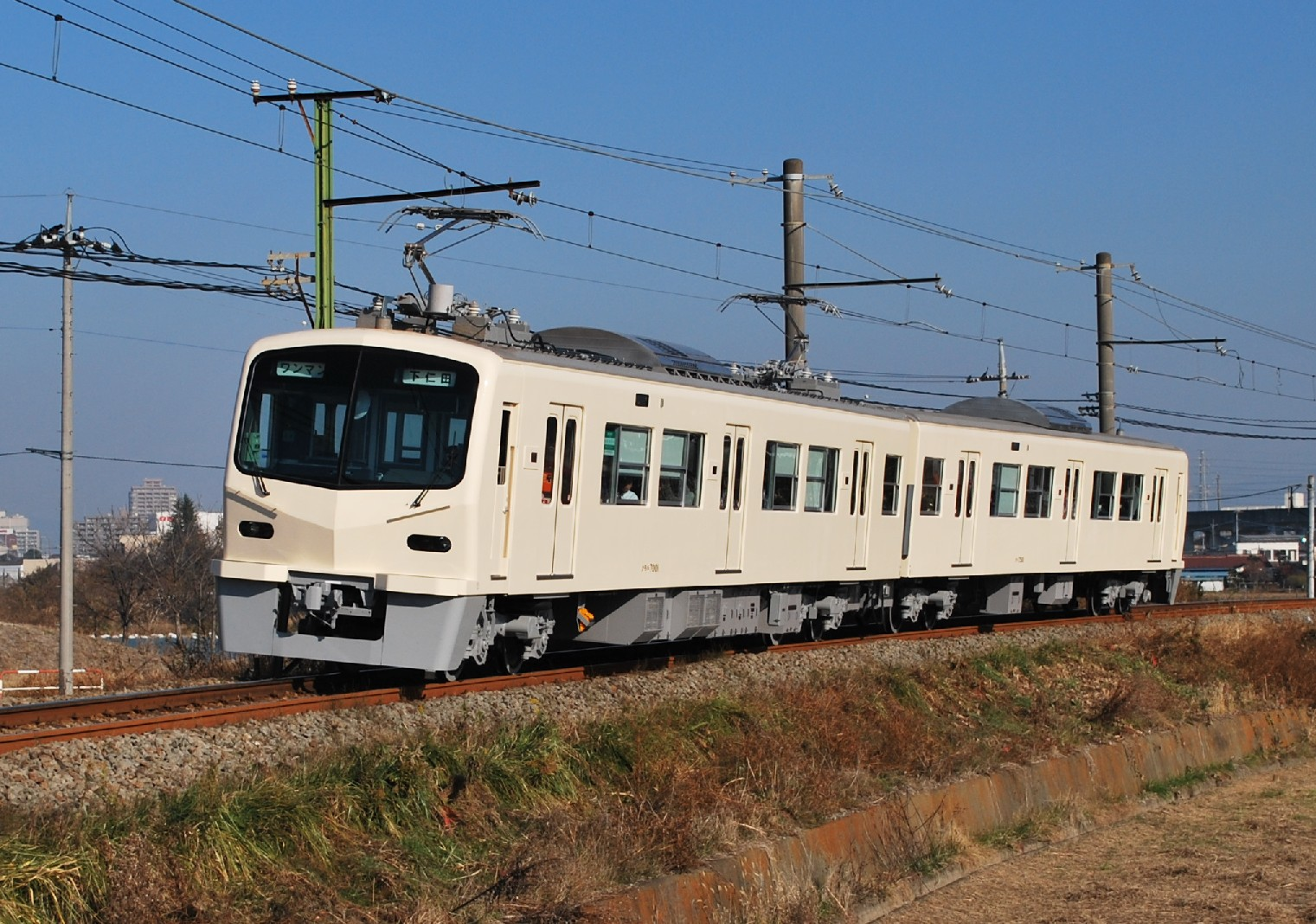
Serie 7000
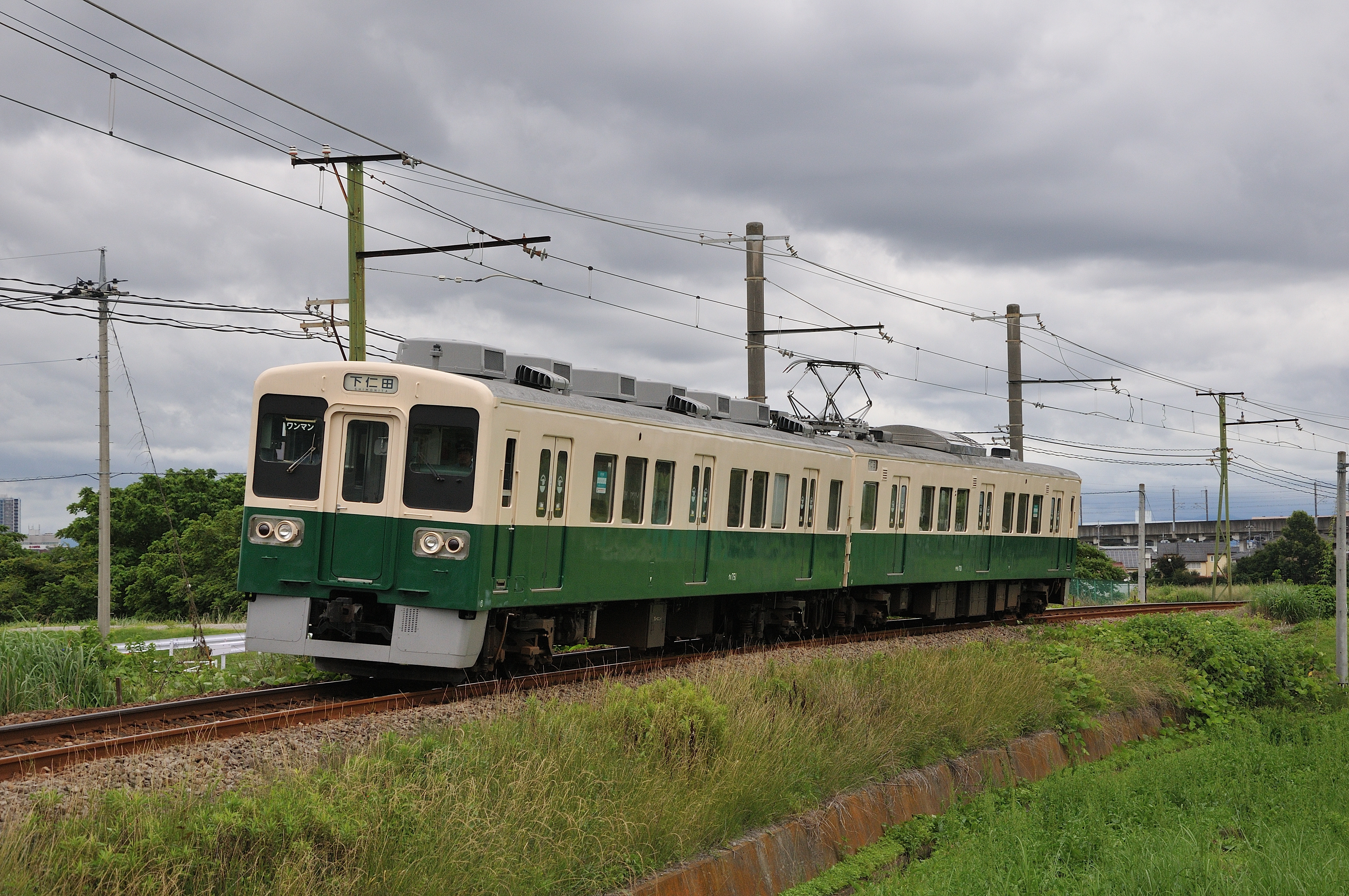
Serie 700
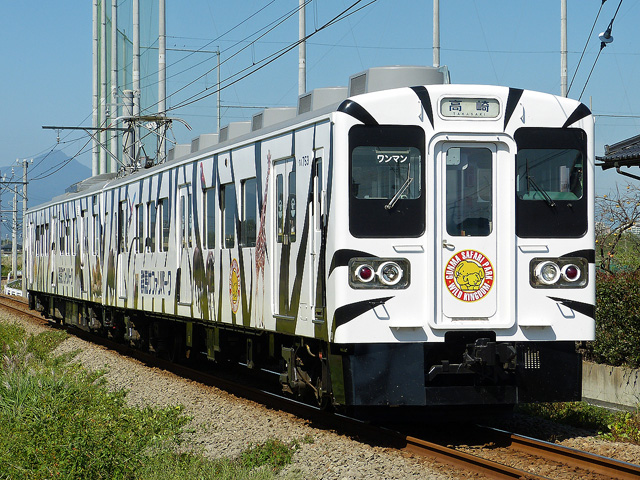
Serie 700（(“ Gunma Safari Park ” veicolo dipinto pubblicitario)）
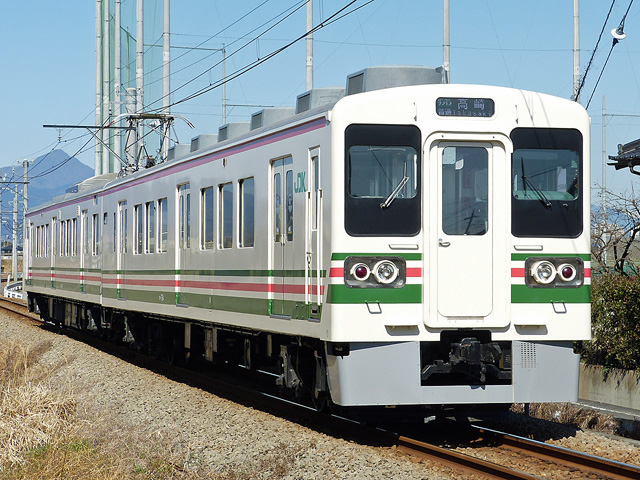
Serie 700（colore revival serie JR107）
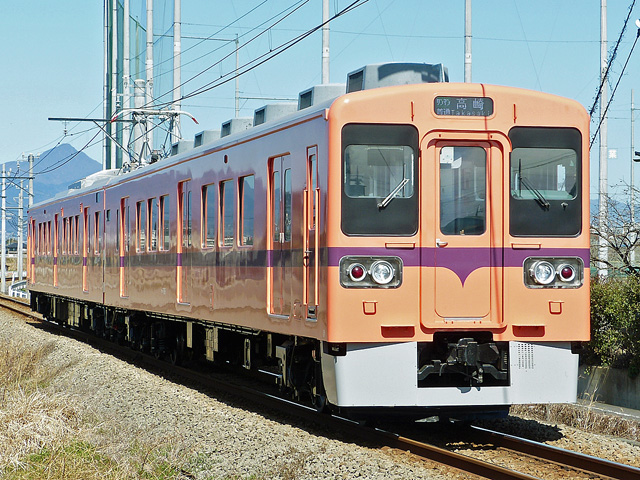
Serie 700（(ex colore standard Jōshin）